# Hearts of Iron II: Doomsday
Hearts of Iron II: Doomsday (в русской локализации — День Победы II: Новая война) — официальное дополнение к глобальной стратегии про Вторую мировую войну Hearts of Iron II, выпущенное 4 апреля 2006 года. Оно содержит в себе всё, что было в оригинальной игре, и в то же время включает в себя выделение и расширение исторического периода после Второй мировой войны, предполагающего возможную ядерную войну между Советским Союзом и Соединёнными Штатами Америки.

## Сценарий
Новая война начинается через два месяца после окончания Второй мировой войны. По сценарию, 2 октября 1945 года Красная армия атакует войска союзников в Западной Германии, Австрии и Южной Корее. В ответ президент Соединенных Штатов Гарри Трумэн приказывает ВВС США сбросить атомные бомбы на Москву и Куйбышев. Это событие начинает Третью мировую войну. Война продолжается до 1950-х годов и заканчивается в 1953 году, после чего выбирается победитель.

## Основные изменения и дополнения
Появились новые области разведки. Они дают информацию о других странах и позволяют новые шпионские акции, такие как кража технологий, убийство членов правительства и организация государственного переворота.
Некоторые другие изменения и дополнения:
- Графические улучшения моделей бомбардировщиков
- Эскорт для перевоза грузов
- Госпитали, восстанавливающие людские потери
- «Do not upgrade (не перевооружать)» кнопки для дивизий
- Возможность автоматизации ползунков производства
- Подводные лодки имеют отдельную статистику для морских боев
- Расширенные сроки — дата конца игры была заменена на 1953 год
- Новые технологии, чтобы довести игру в эпоху Холодной войны
- Включен редактор сценариев

## Дальнейшие дополнения
В марте 2007 года Paradox Interactive выпустила второе дополнение для Hearts of Iron II — Hearts of Iron II: Armageddon. Центральным нововведением в этой игре является новая кампания, которая основана на альтернативной истории и сбалансирована для многопользовательской игры.

## Отзывы
| Сводный рейтинг | Сводный рейтинг |
| Агрегатор       | Оценка          |
| --------------- | --------------- |
| GameRankings    | 78,71 %         |